# Moral Machine
La Moral Machine (màquina moral en anglès) és una plataforma en línia desenvolupada per Iyad Rahwan al grup de Cooperació Escalable de l'Institut de Tecnologia de Massachusetts, que genera dilemes morals i recull informació de les decisions que fan les diferents persones entre dos resultats destructius. Els escenaris presentats són sovint variacions del dilema de la vagoneta, i la informació recollida s'utilitzarà en la recerca de les decisions que hauria de prendre la intel·ligència artificial en el futur. Com a exemple, mentre que la intel·ligència artificial juga una paper cada cop més rellevant en la tecnologia de conducció autònoma, projectes de recerca com aquest ajuden a trobar solucions a situacions de vida i mort que hauran d'afrontar aquesta mena de vehicles.
Les anàlisis de la dades recopiles van mostrar amples diferències en les preferències relatives entre països diferents, i correlacions entre aquestes preferències i altres mètriques a escala nacional.